# Nicotinamida
La nicotinamida, también conocida como niacinamida, es una forma de vitamina B 3 que se encuentra en los alimentos y se usa como suplemento dietético y medicamento. Como suplemento, se utiliza por vía oral para prevenir y tratar la pelagra. En la naturaleza existe principalmente en la cáscara de cereales, levadura, maní, carne, órganos animales, leche y vegetales de hojas verdes, en el cuerpo proviene de la síntesis de triptófano, pero la eficiencia es muy baja. Aunque el ácido nicotínico (niacina) puede utilizarse para este fin, la nicotinamida tiene la ventaja de no causar enrojecimiento de la piel. Como crema, se usa para tratar el acné.
Los efectos secundarios son mínimos, a dosis altas pueden producirse problemas hepáticos. Las cantidades normales son seguras para su uso durante el embarazo. La nicotinamida pertenece a la familia de medicamentos de la vitamina B, específicamente al complejo de vitamina B 3. Es una amida del ácido nicotínico. Los alimentos que contienen nicotinamida incluyen levadura, carne, leche y las verduras de hoja verde.
La nicotinamida se descubrió entre 1935 y 1937. Está en la Lista de Medicamentos Esenciales de la Organización Mundial de la Salud. La nicotinamida está disponible como medicamento genérico y de venta libre. En el Reino Unido un tubo de 60 g le cuesta al NHS alrededor de  7,10 libras esterlinas. Comercialmente, la nicotinamida está hecha de ácido nicotínico o nicotinonitrilo. En varios países se añade nicotinamida a los cereales.